# Planica Északi Központ
A Planica Északi Központ (szlovénül: Nordijski center Planica) síelési komplexum a Júliai-Alpokban, Planicán, Szlovéniában, ahol egy sírepülősánc, hét síugrósánc, egy sífutópálya, egy síugró múzeum, síugró szimulátorok, szélcsatorna (szabadesés szimulátor), műfüves focipálya, valamint egy zárt jégcsarnok kapott helyet. Ez az egyetlen északisí-központ a világon, ahol nyolc síugrósánc van.  
Planica nemcsak Szlovéniában, hanem az egész világon fogalom, főleg a síelés északi ágát szeretők körében.
A 2000-es évek elejére a síugrósánc infrastruktúra már teljesen elavulttá vált (a síugróknak fel kellett sétálniuk a sánc tetejére). 2001-ben a Stanko Bouldek tervezte régi, K-120-as sánc összeomlott és 2012-ben építették újjá. Ennek ellenére, a FIS mégis itt rendezi az idényzáró versenyt a K-210-es sáncon, minden év márciusában. A majd nyolcéves felújítás után a létesítmény hivatalosan 2015. decemberében nyílt meg. Az építkezés közel 40 millió euróba (kb. 12,7 milliárd forint) került.

## Síugrósáncok
A központban egy sírepülősánc, egy nagysánc, egy normálsánc és öt kisebb sánc található, gondolva a fiatal síugrókra és a gyerekekre.
Az első sáncot még 1930-ban építették a Ponca hegy oldalában.
1934-ben építették meg Ivan Rožman eredeti tervei alapján a Stanko Bouldekről elnevezett Bloudek-nagysáncot (szlovénül: Bloudkova velikanka), amit néha mamutsáncnak neveznek.
1969-ben új sáncot épített Vlado Gorišek és Janez Gorišek, melynek neve Gorišek testvérek sírepülősánca (szlovénül: Letalnica bratov Gorišek). Ennek a K-pontja 185 méteren volt. Ez a világ két legnagyobb síugrósáncának egyike, néha a síugrósáncok anyjának is nevezik. A K-pontja 200 méteren van. Az 1972 óta megrendezésre kerülő sírepülő-világbajnokságok közül hét eseményt tartottak már ezen a sáncon, legutóbb 2020-ban.

## Világrekordok
Itt ugrottak a világon először 100 méter, majd 200 méter felett. Az első síugró, aki itt 100 méter felett produkált, az osztrák Sepp Bradl volt 1936-ban, majd a finn Toni Nieminen repült 200 méter fölé 1994-ben.
1986 óta, amikor Matti Nykänen 191 métert ugrott, a világrekordot leggyakrabban itt döntötték meg, nem más óriássáncokon (pl.: a Kulmon (Bad Mitterndorf, Ausztria), Obertsdorfban (Németország) vagy Vikersundban (Norvégia). Összesen 42 világcsúcsot értek el itt a síugrók.
A jelenlegi sáncrekordot 2005. március 19-én állította be egy fordulatos versenyen Bjørn Einar Romøren: először az edzésen ugrott 234 métert, majd a versenyen is túlugrotta a korábbi világrekordert, Matti Hautamäkit (235, illetve 239 méter). Azóta az újjáépített vikersundi sánc elvette a rekordokat.

## Forrás
- Hivatalos weboldal